# Хьелльсуннет

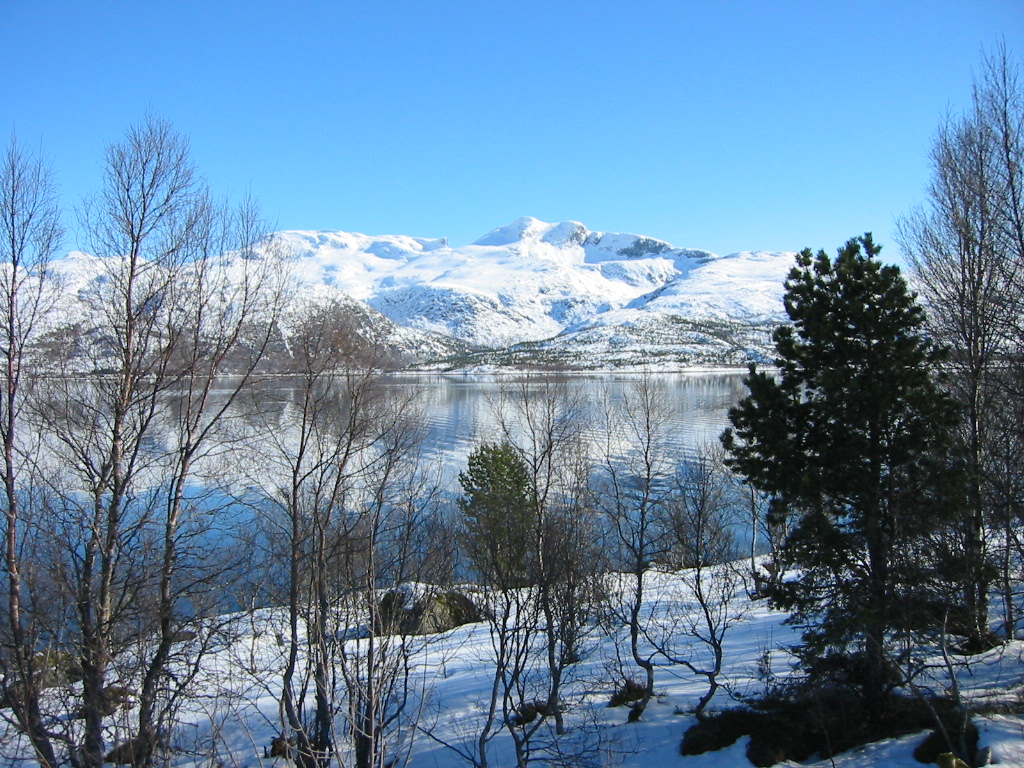
Вид на южную часть пролива Хьелльсуннет в направлении гор на острове Хьеллёйа. Апрель 2006 года

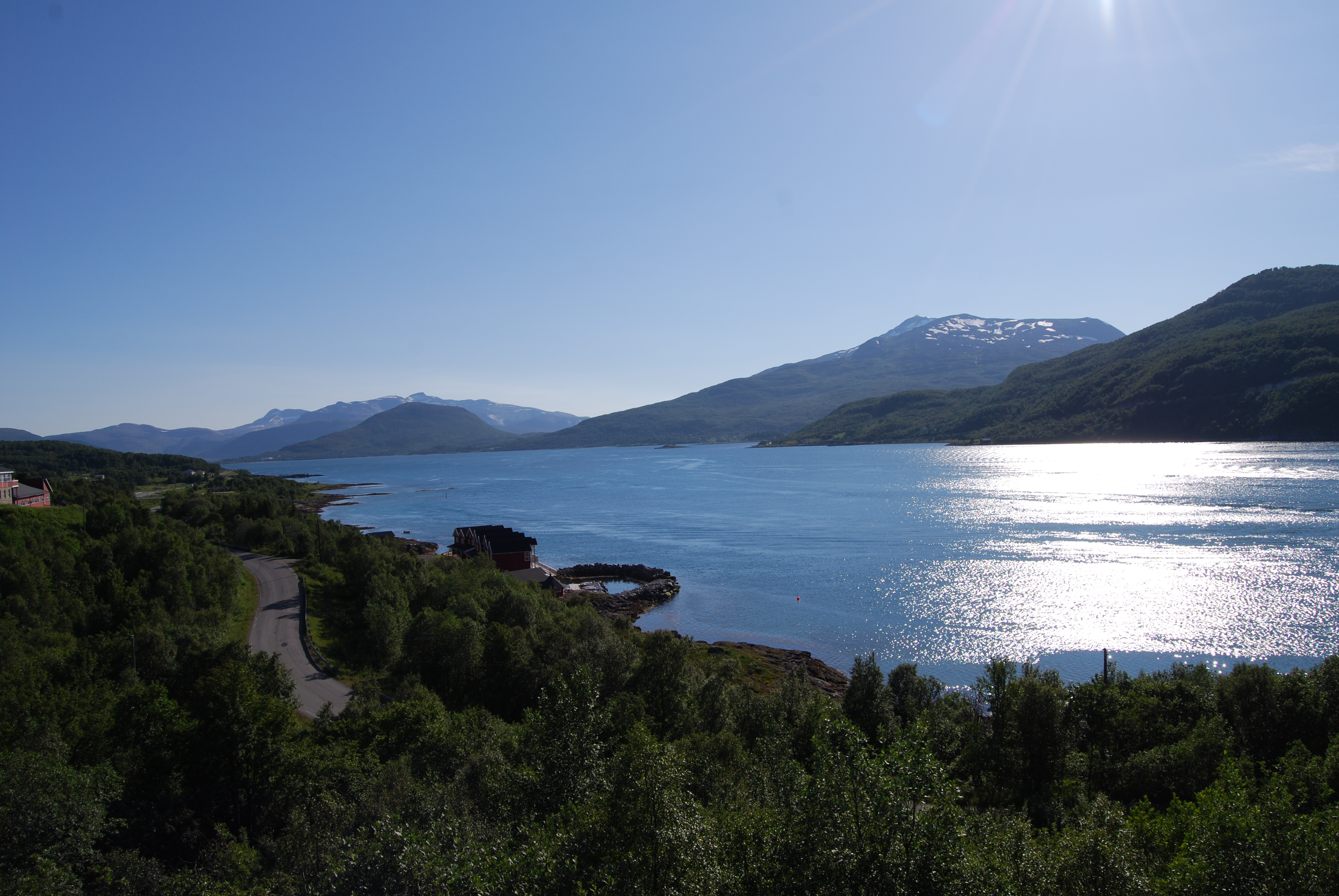
Лавангс-фьорд — рукав пролива Хьелльсуннет, коммуна Хьелльсунн

Хьелльсуннет (норв. Tjeldsundet, северносаам. Dielddanuorri) — узкий пролив между островом Хиннёйа и материковой Норвегией, а в своей южной части — между островами Хиннёйа и Хьеллёйа. Южная часть пролива расположена в коммуне Нурланн, северная часть — в коммуне Тромс. На южном входе расположен Лёдинген, а на северном входе в пролив расположен Харстад.
Хьелльсуннет является важным морским путём уже более 1000 лет и был хорошо известен и используем в Эпоху Викингов.
Мост Хьелльсунн соединяющий остров Хиннёйа с материком по трассе Е10, также известен как дорога Короля Олава (норв. Kong Olavs vei). Дорога из Харстада в Аэропорт Харстад/Нарвик, расположенный в Эвенесе пересекает этот пролив.